# Tchernoziom
Pour les articles homonymes, voir Terres noires (homonymie).

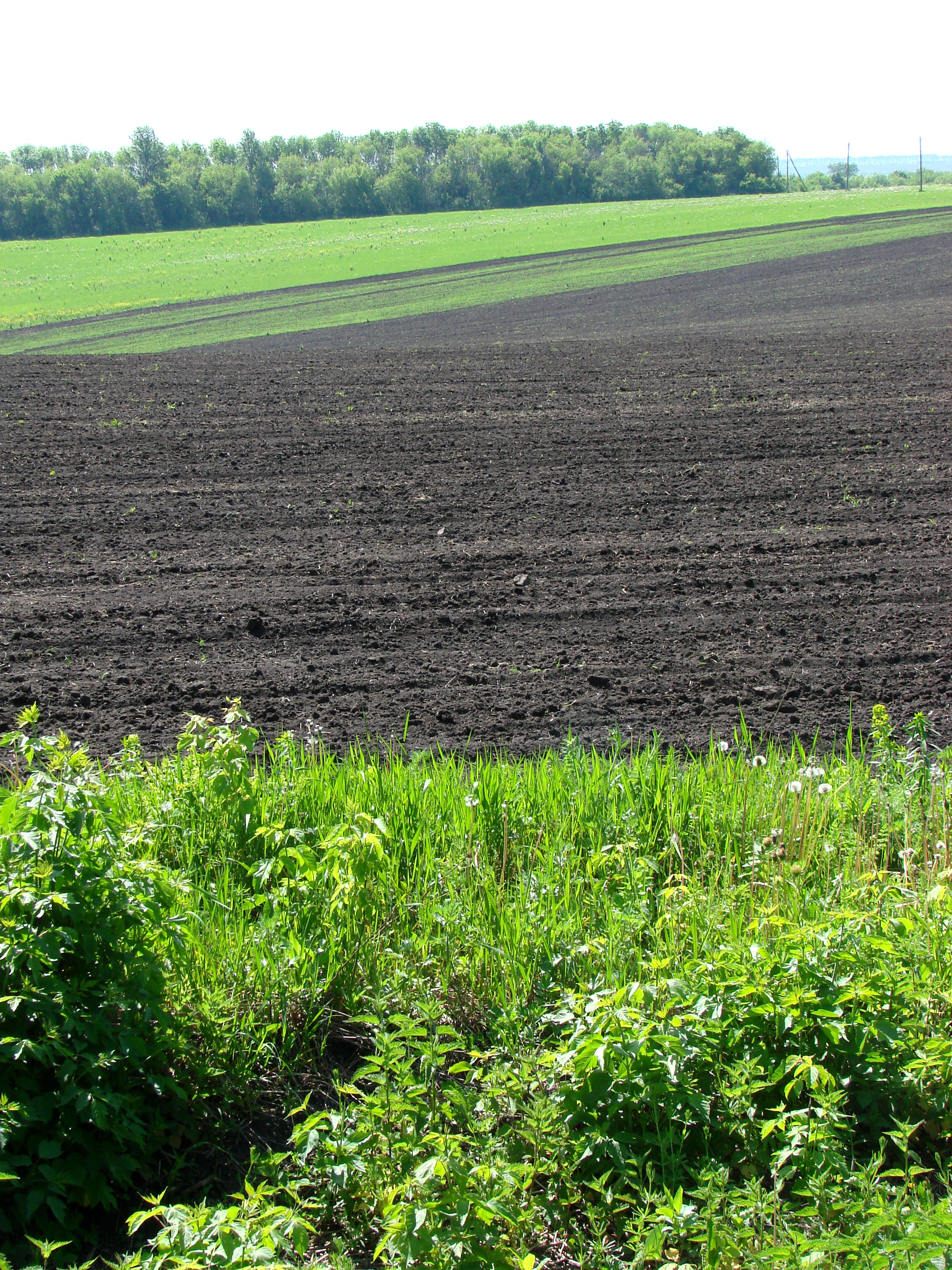
Sol de type tchernoziom dans le sud-ouest de la Russie.

Le tchernoziom (en ukrainien, чорнозем, contraction de чёрная земля, tchiornaïa zemlia, « terre noire ») est un type de sol riche en humus. On rencontre également dans certains textes le terme tchernozem. Chernozem est une transcription anglaise du mot russe, et les chernozems sont un groupe de référence dans la Base de référence mondiale pour les ressources en sols. Les chernosols sont un groupe de référence dans le référentiel pédologique français. C'est un sol surtout caractéristique de certaines parties du biome des prairies et steppes et des steppes boisées sous climat tempéré continental.

## Caractéristiques

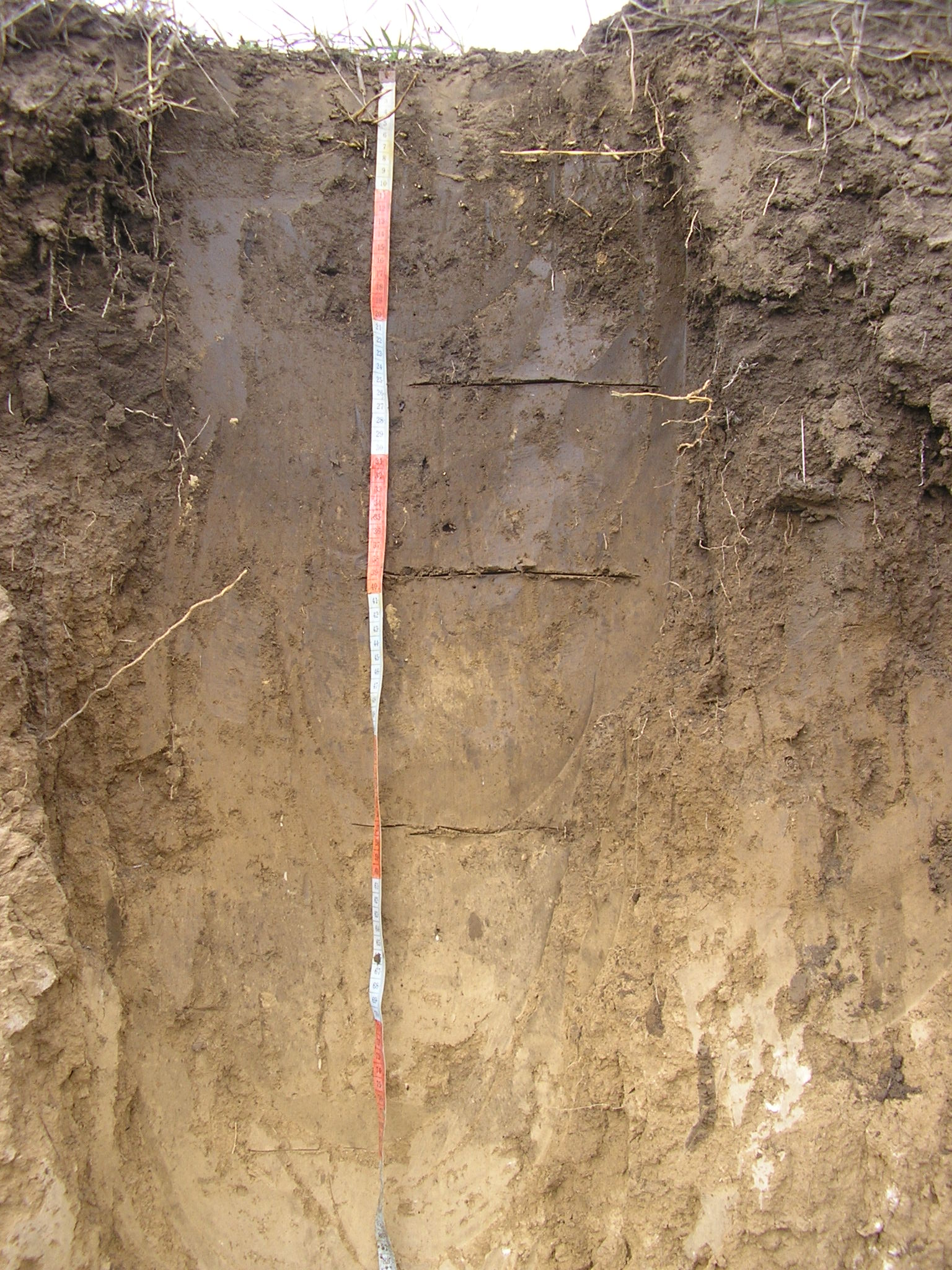
Coupe d'un tchernoziom en Ukraine.

Cette terre noire contient un fort pourcentage d'humus, 3 à 15 %, riche en potasse, phosphore et oligo-éléments. Elle est très épaisse, souvent plus de 1 m, et jusqu'à 6 m en Ukraine. Elle est très fertile et l'impasse d'engrais, de fond et azoté, est possible. Le fort taux d'humus et d'argile lui confère une réserve d'eau utile importante. Pour ces raisons, elle est souvent considérée comme le meilleur sol au monde pour l'agriculture. D'ailleurs, ce type de sol se prête très bien au semis direct ou aux techniques culturales simplifiées (TCS).
L'horizon de surface, est caractérisé par une couleur très noire, une structure grumeleuse et une porosité importante (70 %). Il contient une grande quantité de calcium et son pH est moyen, s'établissant entre 6,5 et 8,5. Il est riche en cations biogènes. 
Le tchernoziom a des propriétés d'isohumisme, c’est-à-dire que l'humus s'incorpore profondément grâce au type de végétation herbacée, dont le réseau racinaire peut s'enfoncer jusqu'à une profondeur de 2 mètres. La restitution de la matière organique est faite principalement à partir de la décomposition des racines. C'est pour cette raison que l'horizon humifère, la « terre noire », peut atteindre 1 mètre de profondeur. La quantité de matière organique, donc de carbone, diminue avec la profondeur.
L'humification de la matière organique est favorisée par le rapport C/N (carbone/azote) peu élevé. Néanmoins la matière organique est plus humifiée que minéralisée car les conditions climatiques des zones de terres noires impliquent une activité bactériologique réduite et un temps de minéralisation important de la matière organique. Cela implique une évolution de la matière organique en « mull tchernozemique », c’est-à-dire un type de matière stable qui est peu sujet à la dégradation.

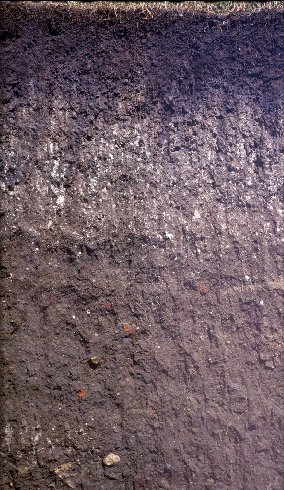
Profil d'un mollisol.

Il faut aussi signaler l'homogénéité de l'horizon de surface, favorisée par un brassage important dû principalement aux rongeurs. Leurs galeries dans l'horizon inférieur, le Cca, sont, après abandon, comblées par l'humus de surface et forment des taches très noires, les « crotovinas ». Le brassage des horizons minimise également la possibilité d'apparition d'un horizon Bt, horizon enrichi par des migrations d'argile.
L'horizon inférieur (Cca, matériau parent modifié, calcique), est caractérisé par la présence de « poupées de lœss » et de pseudo-mycélium formés par la précipitation du carbone. Mais il n'y a pas de couche carbonatée indurée.

## Répartition

Distribution des sols de type tchernoziom dans le monde :
Tchernoziom dominant (plus de 50% de la couverture du sol)
Codominant (25 à 50%)
Associé (5 à 25%)

Il y a plusieurs ceintures du tchernoziom dans le monde :
- dans la plaine de Pannonie, localement : dans l'ouest de la Roumanie, en Hongrie, dans le nord-est de la Serbie ;
- dans la grande steppe eurasienne et les steppes boisées qui la bordent au nord, espace où se trouve de très loin la plus vaste surface de tchernoziom au monde : dans l'est de la Roumanie et la Moldavie, en Ukraine notamment dans le nord-est à travers la Région centrale des terres noires (Центрально-черноземная область, Tsentralno-tchernozemnaïa oblast), et de vastes régions dans tout le sud de la Russie jusqu'en Sibérie, pays qui en possède la plus grande étendue (la Russie détient 52 % des surfaces mondiales de tchernoziom), ainsi que quelques franges de l’extrême nord du Kazakhstan ;
- dans la région des steppes et prairies du nord-est de la Chine, dans les environs de Harbin ;
- dans la prairie des Grandes Plaines d'Amérique du Nord : surtout au Manitoba (Canada), et localement au centre des États-Unis entre le Mississippi et les Montagnes Rocheuses.

Il existe des terres similaires localement en milieu tropical, d'origine généralement anthropique :
- au Cambodge ;
- dans l'état du Chiapas, au Mexique ;
- en Amazonie autour des cités amérindiennes précolombiennes où elle prend le nom de Terra Preta dos Indios, signifiant Terre noire des indiens.

Il existe d'autres sortes de tchernoziom : le tchernoziom chocolat, le tchernoziom dégradé et le tchernoziom châtain.

## Source
- L'agriculture en Roumanie, album statistique, publié à l'occasion du XIVe congrès international d'agriculture, éditeur: ministère de l'agriculture et des domaines, Bucarest, 1929.